# Charles Lucas (jurist)

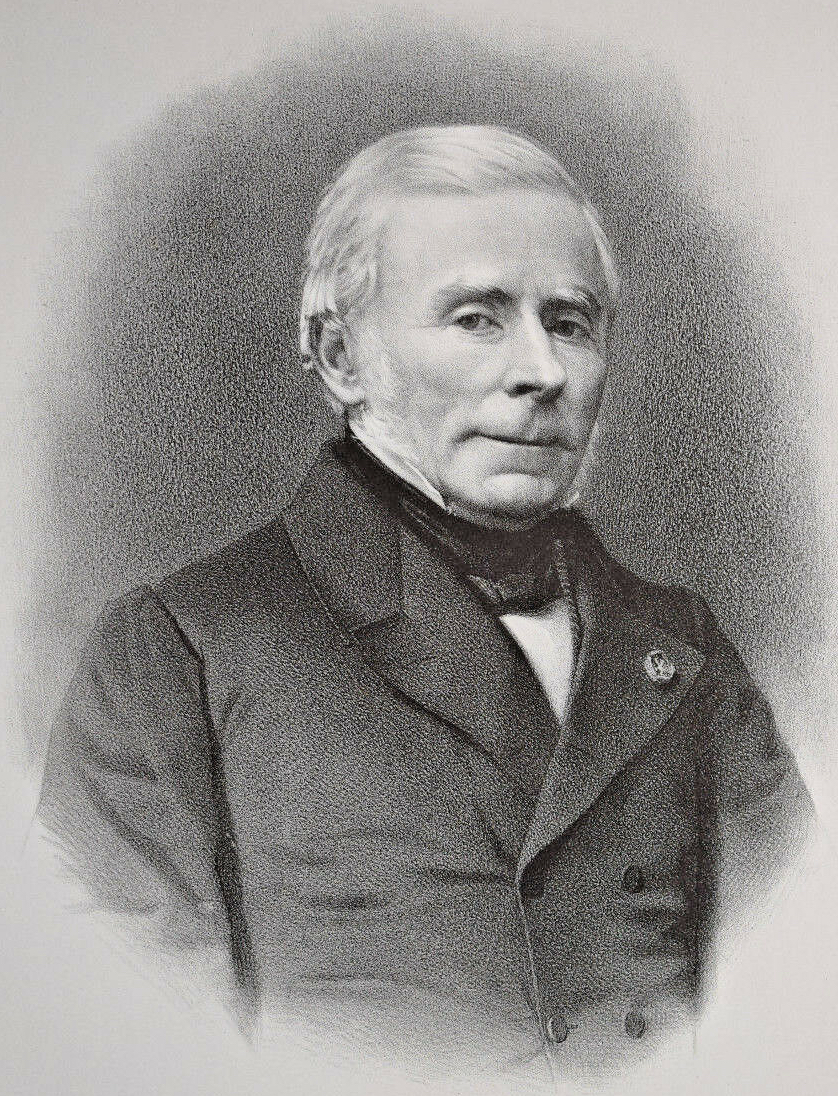
Charles Lucas.

Charles Jean Marie Lucas, född den 9 maj 1803, död den 20 december 1889 i Paris, var en fransk rättslärd och filantrop.